# Bèta Imaginations
Bèta Imaginations is een onafhankelijke poëzie-uitgeverij, gevestigd in Rotterdam, opgericht in 1994 door Ben Herbergs.
De uitgeverij heeft als doel gedurfder uitgeven dan de traditionele concernmaatschappijen, zonder vaste subsidies, met 'een ruim podium voor exotisch en vooral niet uitsluitend op West-Europa gericht talent'. De aanvankelijk in enkele bezemkasten gevestigde 'independent' ontwikkelde zich eind 20e eeuw tot een van de eerste ambachtelijke uitgeefhuizen gespecialiseerd in cross-mediale boekproducties.
In de nieuwe poëziereeks Dromologya worden sinds 1998 gedichten, beeldende kunst of fotografie, met (audio)-cd's geïntegreerd of gecombineerd – soms in meerdere talen respectievelijk vertalingen.
In de Dromologya-reeks zijn tot heden 14 delen verschenen.
Tientallen gedichten uit Bèta-publicaties zijn naderhand ook opgenomen in bloemlezingen, verzamelbundels en speciale literaire uitgaven. Een aantal verzen kwam eveneens terecht in diverse drukken van de befaamde 'bijbel van de dichtkunst der lage landen', Gerrit Komrijs Nederlandse poëzie van de 19de t/m de 21ste eeuw in 2000 en enige gedichten.

## Nederlandstalig werk
Nederlandstalig werk van auteurs uitgegeven door Bèta Imaginations: Gerry van der Linden, Manuel Kneepkens, Ali Albazzaz, Leo Herberghs, G.A. (Gijs) ten Kate, Duoduo, Hans van de Waarsenburg, Theo Niermeijer, Pieter Defesche

## Anderstalige uitgaven
Flora Brovina, Federico Garcia Lorca, Faraj Bayrakdar e.a.